# Envia Mitteldeutsche Energie

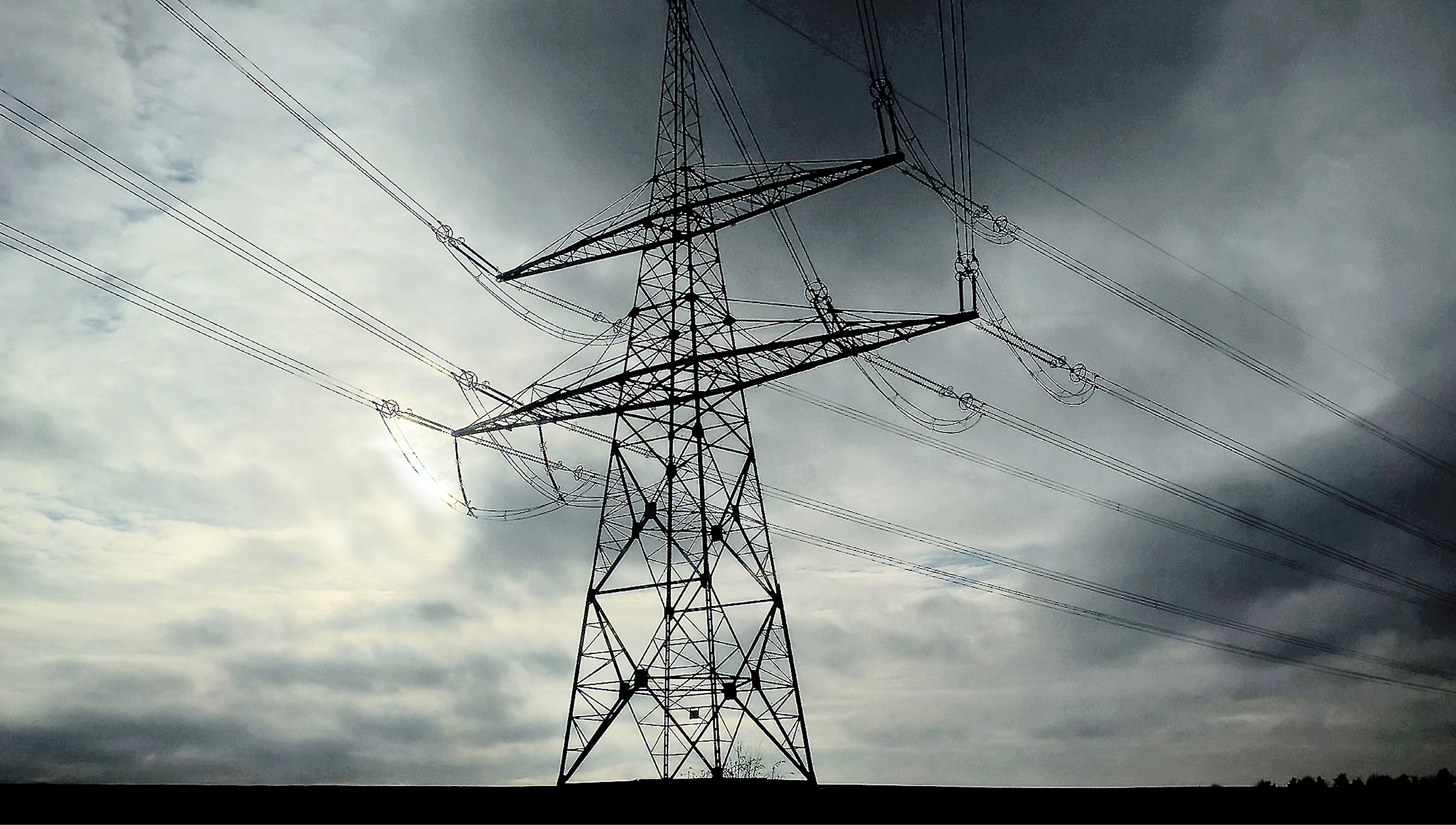
Hochspannungsüberlandleitungen – Sächsische Schweiz

Die enviaM-Gruppe ist ein regionaler Energiedienstleister in Ostdeutschland. Der Unternehmensverbund versorgt mehr als 1,1 Millionen Kunden mit Strom, Gas, Wärme und Energie-Dienstleistungen. Zum Unternehmensverbund gehören die envia Mitteldeutsche Energie AG (enviaM) in Chemnitz und weitere Gesellschaften. Die Stammgesellschaft enviaM ist eine Holding mit Beteiligungen an verschiedenen Gesellschaften. Die E.ON Verwaltungs GmbH, Essen, die mittelbar zu 100 % zur E.ON SE, Essen, gehört, sowie deren mittelbare Beteiligungsgesellschaften E.ON Vermögensverwaltungs GmbH und enviaM Beteiligungsgesellschaft mbH sind mit insgesamt 57,90 % mehrheitlich an enviaM beteiligt. Die verbleibenden Anteile in Höhe von 42,10 % befinden sich in kommunaler Hand.

## Geschichte
Nach der deutschen Wiedervereinigung erfolgte 1990 in Ostdeutschland eine Umwandlung der Energiekombinate in Aktiengesellschaften. Bei der Neugründung der Stadtwerke fungierten die bestehenden Strukturen der Bundesländer in Westdeutschland als Vorbild. Dabei gliederte sich die Stromwirtschaft in drei Stufen: Verbundunternehmen, Regionalversorger und Stadtwerke. Auch die Gründungen der Vorgängerunternehmen der heutigen enviaM AG, der regionalen Stromversorger Energieversorgung Spree-Schwarze Elster AG (ESSAG) in Cottbus, Energieversorgung Südsachsen AG (EVS AG) in Chemnitz, Mitteldeutsche Energieversorgung AG (MEAG) in Halle (Saale) und Westsächsische Energie AG (WESAG) in Markkleeberg, sind Ausdruck dieser Entwicklung. Im Februar 1994 erwarb die RWE AG Anteile an diesen neu geschaffenen Unternehmen von der Treuhand.
Die enviaM AG entstand aus zwei Fusionen. Am 10. Mai 1999 verschmolzen ESSAG, EVS AG und WESAG zur envia Energie Sachsen Brandenburg AG. Sitz wurde Chemnitz. enviaM entstand am 7. August 2002 aus einer Fusion der envia Energie Sachsen Brandenburg AG und der MEAG.

## Kennzahlen
Die Umsatzerlöse der enviaM-Gruppe beliefen sich im Geschäftsjahr 2024 auf rund 2,1 Milliarden Euro. Die Stromabgabe des Unternehmensverbundes betrug 7.803 Gigawattstunden und die Gasabgabe 7.300 Gigawattstunden. Die enviaM-Gruppe beschäftigte zum 31. Dezember 2024 4.226 Vollzeitkräfte.
Die enviaM AG, die Stammgesellschaft der enviaM-Gruppe, erwirtschaftete 2024 Umsatzerlöse in Höhe von 2.142,6 Mio. Euro. Zum 31. Dezember 2024 beschäftigte die enviaM AG 675 Mitarbeiter.

## Unternehmensstruktur
Die enviaM-Gruppe ist in den Bereichen Energie, Infrastruktur und Service tätig. Innerhalb des Unternehmensverbundes übernimmt die enviaM AG als Stammgesellschaft eine Koordinations- und Steuerfunktion. Hauptsitz der enviaM AG ist Chemnitz. Weitere wichtige Standorte sind Halle (Saale), Cottbus, Kabelsketal und Markkleeberg.
Der enviaM-Gruppe gehören folgende Unternehmen an:
Energie
- envia Mitteldeutsche Energie AG, Chemnitz (Stromvertrieb)
- Mitteldeutsche Netzgesellschaft Strom mbH (MITNETZ STROM), Halle (Saale) (bis 30. Dezember 2011 envia Netz GmbH; Verteilnetzbetreiber Strom)
- Mitteldeutsche Netzgesellschaft Gas mbH (MITNETZ GAS), Kabelsketal (bis 30. Dezember 2011 MITGAS Verteilnetz GmbH; Verteilnetzbetreiber Gas)
- envia THERM GmbH, Bitterfeld-Wolfen (Erzeugung von Strom und Wärme)
- MITGAS Mitteldeutsche Gasversorgung GmbH, Halle (Saale) (Gasvertrieb)

Infrastruktur
- EVIP GmbH, Bitterfeld-Wolfen (Industriestandortversorgung)
- envia TEL GmbH, Markkleeberg (Telekommunikationsdienstleistungen)

Service
- A/V/E GmbH, Halle (Saale) (Abrechnungsdienstleistungen, Kundenbetreuung)
- envia SERVICE GmbH, Cottbus (Abrechnungsdienstleistungen, Kundenbetreuung)
- bildungszentrum energie GmbH, Halle (Saale) (Personaldienstleistungen)

## Unternehmensleitung (Vorstandsvorsitzender)
- 7. August 2002 bis 6. August 2007 Karl-Heinz Klawunn (vorher Vorstandsvorsitzender der envia Energie Sachsen Brandenburg AG)
- 7. August 2007 bis 30. Juni 2014: Carl-Ernst Giesting
- 1. Juli 2014 bis 30. August 2018: Tim Hartmann
- seit 1. September 2018: Stephan Lowis